# Ca l'Alier
Ca l’Alier és una antiga fàbrica del Poblenou de Barcelona, catalogada com a bé amb elements d'interès (categoria C). Actualment acull la seu de la Fundació BIT Habitat, una entitat sense ànim de lucre que té com a objectiu promoure la innovació urbana a la ciutat.

## Història
El 1840, el fabricant d'estampats (indianes) Josep Lucena i Parés (1796-1866) es va establir al carrer de Jonqueres de Barcelona i va participar en diverses exposicions industrials. El bon funcionament del negoci va fer que el 1852, constituís una societat amb els seus fills Joan (que fou nomenat director) i Manuel Lucena i Castells, i el seu gendre Antoni Nadal i Espalter. A finals d'aquell any, hi entraren com a socis Miquel Albareda i Ramon Sala i Brugués. El 1853 van construir unes cases amb front a la carretera de Mataró (actual carrer de Pere IV) i unes naus interiors, i el 1856, Manuel Lucena i Antoni Nadal abandonaren la societat.
El 1862, la fàbrica tenia dos màquines de cilindres, una perrotina, 16 taules d’estampació per a motlles a mà i els corresponents prats de blanqueig, i hi treballaven 60 obrers. El 1873, Joan Lucena i Castells va constituir amb Ramon Sala i Brugués la societat J. Lucena i Cia, dedicada a la fabricació d'estampats, de llana, seda i cotó. El 1874, va presentar a l'Ajuntament de Sant Martí el projecte d'una porta d'accés al recinte i dues naus, construïdes cap al 1877 sota la dirección del mestre d'obres Francesc Salvat, que va signar una carta de pagament el 1879. Joan Lucena morí el 2 de desembre del 1880, i Ramon Sala el 9 d'agost del 1883, i el 1884, els seus hereus van constituir la societat Successors de J. Lucena i Cia, dirigida pel seu gendre Avel·lí Torres i Vallès, que va guanyar una medalla de plata a l'Exposició de 1888, i el 1903 va fer construir noves naus al carrer de Pere IV.
L'any 1909, l'enginyer Pere Alier i Amar, fill del fabricant Pere Alier i Vidal, va adquirir les instal·lacions per a establir-hi una nova fàbrica de trenyines de lli i cànem per a xarxes, així com sacs i teixits de lli i jute. Això va motivar l'inici d'un procés de legalització de les construccions existents, afectades pel traçat del Pla Cerdà, i finalment, el 1911 una bona part del recinte va ser enderrocat. Pere Alier morí el 1924, i l'empresa va passar a dir-se Testamentària de Pere Alier, i posteriorment Vídua de Pere Alier, que el 1930 s'integrà a la Cooperativa Nacional de Teixidors de Jute SA. A la postguerra, la producció va continuar per la societat La Yutera del Ebro SA, que compartia les instal·lacions amb la fàbrica de pintures Imperial Química Española SA i la de blanqueig i aprestos d'Aprestos, Tintes y Acabados SA (ATYASA), així com d'altres petites indústries.
A partir de la dècada del 1980, coincidint amb la deslocalització industrial, la fàbrica va iniciar el seu declivi, entrant en un procés de degradació que arribà al seu punt àlgid entre els anys 2005 i 2007, quan va patir quatre incendis que arribaren a esfondrar les cobertes. Finalment, l'any 2014, l'Ajuntament de Barcelona va anunciar que cediria les instal·lacions a la multinacional nord-americana Cisco Systems per a establir-hi un centre d'innovació tecnològica, amb la possibilitat que més endavant també s'hi instal·lés Schneider Electric. El projecte de rehabilitació, enllestit l'any 2018, va anar a càrrec dels arquitectes Jaume Arderiu i Tomàs Morató.
El juliol del 2022 s'anuncià que Ca l'Alier seria la seu del programa de treball de la UNESCO GIGA.

## Descripció
De l'antic conjunt fabril es conserven tres naus adossades, de diferent amplada i alçada i coberta dues aigües. Una de les naus té planta baixa i pis i, les altres dues només de planta baixa. Les façanes són d'obra vista, amb un ritme vertical molt marcat de pilastres i grans buits de llindes d'arc escarser.
L'antiga xemeneia de maó vist, de secció circular i alçat troncocònic, és una fita dins del paisatge urbà del Poblenou.